# Седрик Камбон
Седрик Камбон (на френски: Cédric Cambon) е френски футболист, играещ на поста централен защитник. Състезава се в отбора на Литекс (Ловеч) през сезон 2007/2008. Преди това е бил играч на Монпелие. Европейски шампион с екипа на Франция на неофициалното първенство за младежи, за каквото се смята турнирът в Тулон. След дълго лечение на контузия пропуска целия есенен полусезон на шампионат 2008-09. По този начин централният бранител губи титулярното си място в отбора и на 28 януари 2009 решава да се завърне във Франция, като подписва с третодивизионния Евиан Тонон. 

## Успехи
Литекс (Ловеч)
- Купа на България - 2008

 Евиан Тонон
- Лига 2 – 2010/11